# Ginger Snaps 2: Unleashed
Ginger Snaps 2: Unleashed  (bra: Possuída 2: Força Incontrolável) é um filme de terror canadense sobre lobisomens dirigido por Brett Sullivan. É a sequência de Ginger Snaps. Foi sucedido por Ginger Snaps Back.

## Sinopse
Nesta sequência, agora em um centro de reabilitação, Brigitte Fitzgerald (Emily Perkins) tenta não se transformar em um lobisomem.

## Elenco
- Emily Perkins... Brigitte Fitzgerald
- Katharine Isabelle... Ginger Fitzgerald
- Tatiana Maslany... Ghost
- Eric Johnson... Tyler
- Janet Kidder... Alice Severson
- Brendan Fletcher... Jeremy
- Susan Adão... Bárbara
- Chris Fassbender... Lucas
- Pascale Hutton... Beth-Ann
- Michelle Beaudoin... Winnie
- David McNally... Marcus
- Patricia Idlette... Dr. Brookner

## Recepção
No agregador de críticas Rotten Tomatoes, na pontuação onde a equipe do site categoriza as opiniões da grande mídia e da mídia independente apenas como positivas ou negativas, tem um índice de aprovação de 88% calculado com base em 16 comentários dos críticos. Por comparação, com as mesmas opiniões sendo calculadas usando uma média aritmética ponderada, a nota alcançada é 6,5/10.
Em sua crítica na Variety, Dennis Havey disse que "mantém a maioria dos clichês à distância e, na verdade, é menos estereotipado, mesmo que a narrativa e [performances] permaneçam desiguais". 
Brad Miska de Bloody Disgusting classificou-o com 2,5/5 estrelas e o chamou de "uma grande decepção" que "é um filme agradável, mas nada para ficar empolgado".